# Encholirium erectiflorum
Encholirium erectiflorum är en gräsväxtart som beskrevs av Lyman Bradford Smith. Encholirium erectiflorum ingår i släktet Encholirium och familjen Bromeliaceae. Inga underarter finns listade i Catalogue of Life.